# Брестник
Брестник е село в Южна България. То се намира в община Родопи, област Пловдив.

## География
Брестник се намира на 4 km от Пловдив в посока юг. Селото е в началото на родопския рид Чернатица, известен още и като „Родопската яка“ на Пловдив. Землището на селото граничи със землищата на град Куклен и селата Брани поле, Белащица, както и с Асеновградско шосе, свързващо Пловдив и Асеновград.
В непосредствена близост до Брестник, в посока югозапад, се намира манастирът „Свети Георги“ (този светец е силно почитан от населението на околните села), а на югоизток на около 3 km е кукленският манастир „Св. Козма и Дамян“, известен с лечебния си извор и древно оброчище, съществуващо най-вероятно от тракийски времена.
Село Брестник е разположено на склон, поради което се характеризира със силна денивелация между северния и южния си край. Между Брестник и Куклен (3 км) съществува вилна зона. Брестник е сред селата в района, към които има голям интерес към закупуване на имоти и строеж на къщи и вилни селища. Близостта му до Пловдив и природните забележителности в землището на селото обуславят сравнително по-високите цени на недвижимите имоти от останалите села в областта. От селото се открива гледка към жк. Тракия.

## История
При земеделски работи в началото на 20 в. в землището на селото са открити уникални бронзови статуетки на конник, както и накити. Счита се, че на днешното място на селото е имало няколко тракийски поселища. Тези находки се съхраняват в Пловдивския исторически музей.
Първи писмени исторически данни за селото се откриват в турски източници от 15 – 16 в. Селото най-вероятно е било под закрила на турски спахия и макар че е било изцяло българско, не е било разрушавано, вероятно срещу съответно заплащане на данъци. От турските времена в Брестник са останали две чешми с имена съответно „Хаджи Османица“ и „Хаджи Сюлейманица“, вероятно наречени именно на турските владетели, закриляли селото.
Турското име на селото е „Караагач“ или „черен бряст“.
Съществуват писмени доказателства, съхранявани в Пловдивския исторически музей, за посещения на селото от Васил Левски по време на неговите обиколки из България. В селото е имало съмишленици на Левски, които са го укривали, но не е ясно дали е имало таен комитет.
Край селото са се водили епични битки, известни като „Битките при Караагач“ по време на Руско-турската освободителна война. Селото е било неколкократно завладявано и отстъпвано от руските войски на генерал-майор Краснов и генерал-майор Виктор Дандевил. Боевете са се водили в началото на 1878 г.
Днес в памет на загиналите руснаци и румънци в селото има комплекс – Руски паметник.

## Население
Численост на населението според преброяванията през годините:
| \| Година на преброяване \| Численост \| \| --------------------- \| --------- \| \| 1934 \| 1715 \| \| 1946 \| 1943 \| \| 1956 \| 1997 \| \| 1965 \| 1975 \| \| 1975 \| 2182 \| \| 1985 \| 2037 \| \| 1992 \| 1836 \| \| 2001 \| 1863 \| \| 2011 \| 1868 \| \| 2021 \| 2181 \| |           |
| Година на преброяване | Численост |
| 1934 | 1715      |
| 1946 | 1943      |
| 1956 | 1997      |
| 1965 | 1975      |
| 1975 | 2182      |
| 1985 | 2037      |
| 1992 | 1836      |
| 2001 | 1863      |
| 2011 | 1868      |
| 2021 | 2181      |

### Етнически състав
Преброяване на населението през 2011 г.
Численост и дял на етническите групи според преброяването на населението през 2011 г.:
|                     | Численост | Дял (в %) |
| Общо                | 1868      | 100.00    |
| Българи             | 1280      | 68.52     |
| Турци               | 33        | 1.76      |
| Цигани              | 0         | 0.00      |
| Други               | 3         | 0.16      |
| Не се самоопределят | 3         | 0.16      |
| Неотговорили        | 549       | 29.38     |

## Религии
В селото има православни християни.

## Културни и природни забележителности
- Статуя на тракийски конник (вис. 1,60 м), открита при с. Брестник, Пловдивско (III в.). Вероятно паметник на хероизиран виден тракиец.

## Редовни събития
Свързани са с вярванията в природата, от една страна, а от друга, с християнството. Традиционно е зарязването на лозите на Трифоновден – 1 февруари. Празнува се и Бабинден – на 21 януари, като се прави голям карнавал, в който участват основно жени.
Друг голям празник е денят на Св. Георги – 6 май, на който освен на традиционния събор на манастира „Св. Георги“, почти във всяка къща се празнува усилено.
В последните години се налага обичаят да се празнува ден на Сватбарския музикант на втория ден от Великденските празници. На този фестивал се събират музикални групи, изпълняващи традиционен фолклор и се състои надсвирване.
Винаги са били празнувани с особена почит коледните празници, като коледарите обикалят по домовете в съответствие с някогашната традиция.

## Личности
- Поручик Рангел Дърмонов от с. Брестник загинал при боевете при река Драва през 1945 г.

## Други

### Говор
Характерен е диалектът, използван в селото. Той силно се отличава от говора в съседните населени места. Не се произнася звукът „х“; използва се пълен член независимо дали се членува подлог в изречението; съществуват и специфични думи със собствено значение – напр. „охлюв“ – „Пъжлик“. Така например, споменатата по-горе в раздел ИСТОРИЯ чешма „Хаджи Османица“ е наричана „Аджусманица“.
Диалектно е изговарянето и на доста от личните и фамилни имена на жителите на селото. Васил е Цильо, Георги – Гочо, Ангел/Рангел – Ранджо и др.

### Спорт
В последните години силно се развива футболният отбор на селото, в който инвестират няколко души, закупили къщи в селото. Брестник 1948 успя през 2009 г. за пръв път в своята история да се класира за второто ниво на футболната пирамида в България. Собствениците на футболния клуб осъществиха модернизация на стадиона, като имат амбиция да го превърнат в модерна спортна база, която да се използва за подготовка и на елитни футболни отбори.